# Яроцкий, Генрих Владимирович
Генрих Владимирович Яроцкий (26 апреля 1935, Даугавпилс — 17 октября 2018, Санкт-Петербург) — советский тренер по плаванию, заслуженный тренер СССР (1976), мастер спорта СССР.

## Биография
Переехав в Ленинград, окончил техникум физической культуры «Трудовых резервов» (1955) и педагогический факультет ГДОИФК им. П. Ф. Лесгафта (1960).
Выступал за ДСО «Трудовые резервы». Неоднократный чемпион и призёр всесоюзных соревнований в плавании брассом.
Работа в Ленинграде — Санкт-Петербурге:
- 1955—1959 — тренер по плаванию в ДСО «Трудовые резервы» (Ленинград).
- 1961—1963 — тренер по плаванию в ДСО «Труд» (Воркута).
- 1963—1971 — тренер по плаванию в СКА (Ленинград).
- 1971—1995 — старший тренер отделения плавания Училища олимпийского резерва № 1.
- С 1995 года — директор и старший тренер детского спортивного клуба «Балтийский олимпиец».

Работа за границей:
- 1984—1985 — тренер-консультант национальной сборной Колумбии.
- 1991—1993 — тренер Шанхайского плавательного центра (Китай).

За время работы в спорт-интенате № 62 Яроцкий, будучи одновременно старшим тренером сборной СССР по плаванию, подготовил 180 кандидатов и мастеров спорта по спортивному плаванию, 21 мастера спорта международного класса, 18 рекордсменов Европы и мира.
Подготовил чемпионов и призёров Олимпийских игр:
- Крылов, Андрей Иванович
- Копляков, Сергей Викторович
- Стуколкин, Ивар Всеволодович
- Косинский, Владимир Иванович

Умер 17 октября 2018 года.

## Награды
- Орден Дружбы народов (1980)
- Орден «Знак Почёта» (1976)
- Медаль «За трудовую доблесть»

## Публикации
- Автореферат диссертации на соискание звания кандидата педагогических наук: Экспериментальное исследование развития специальной выносливости в тренировке юных пловцов [текст] : Автореф дис. … канд. пед. наук : 13.00.04 / ГДОИФК им. П. Ф. Лесгафта. — Л., 1974. — 18 с
- Влияние повышенных тренировочных нагрузок на спортивное совершенствование юных пловцов / Яроцкий В. Г. // Теория и практика физ. культуры. — 1971. — N 9. — С. 47-51.
- Влияние тренировки подготовительного периода на функциональное совершенствование и повышение интенсивности нагрузки в основном периоде. Яроцкий Г. В. «Теория и практика физ. культуры.» — 1971. — N 4. — С. 43-46.
- Плавание брассом на груди / Яроцкий В. Г. // Плавание : Сборник статей. — М. : ФиС, 1974. — Вып. 1. — С. 12—16.
- Влияние тренировочных нагрузок на успеваемость, здоровье юных пловцов и достижение ими высоких спортивных результатов / Яроцкий В. Г. // Плавание : Сборник статей. — М. : ФиС, 1972. — Вып. 1. — С. 29—33.
- Как разнообразить специальную силовую подготовку в воде / Яроцкий В. Г. // Плавание : Сборник статей. — М. : ФиС, 1977. — Вып. 2. — С. 15—24.
- Опыт подготовки к Олимпиаде-80 эстафетной команды 4×200 м в/ст. Яроцкий В. Г. Плавание : Сборник статей. — М. : ФиС, 1982. — Вып. 1. — С. 8—12.